# Grúzia címere

Grúzia címere

Grúzia címere Grúzia egyik nemzeti jelképe.

## Leírása
A címer központi része egy vörös színű pajzs, melyen sárkányölő Szent Györgyöt ábrázolják. A pajzsot oldalról két oroszlán tartja, felül pedig egy korona díszíti, alul az ország mottója olvasható a grúz ábécé betűivel: „ძალა ერთობაშია” („dzala ertobasia”, Egységben az erő). A címer a Bagratida-dinasztia, Grúzia középkori uralkodócsaládjának címerén alapul.

## Története

Grúzia előző címere

Grúzia előző, 1918 és 1921, illetve 1990 és 2004 között használt címere egy hétágú karmazsinvörös csillag volt, rajta egy kör alakú pajzson Szent Györgyöt, a Napot, a Holdat és csillagokat ábrázolták.
A jelenlegi címert 2004. október 1-jén, a Rózsás Forradalom után fogadták el.